# Carl Franz van der Velde
Carl Franz van der Velde (Breslavia, Silesia, 27 de septiembre de 1779-ibídem, 6 de abril de 1824) fue un escritor alemán del siglo XIX.
Nació en el seno de una familia de hugonotes, su padre era tesorero y trabajó como juez municipal. Tuvo una hija, Bertha (1809–1834), y dos hijos, Arnold (1806–1882) y Otto (-1841), con su esposa Philippine Wilhelmine Elisabeth Schleyer.

## Obra
- Der Flibustier, 1818
- Prinz Friedrich. Eine Erzählung aus der ersten Hälfte des achtzehnten Jahrhunderts, Arnoldische Buchhandlung : Dresde 1820
- Die Eroberung von Mexiko. Ein historisch-romantisches Gemälde aus dem ersten Viertel des sechzehnten Jahrhunderts, Arnoldische Buchhandlung : Dresde 1821
- Die Lichtensteiner. Eine Erzählung aus den Zeiten des dreißigjährigen Krieges, Arnold : Dresde 1822
- Die Wiedertäufer. Eine Erzählung aus der ersten Hälfte des sechszehnten Jahrhunderts, Arnold : Dresde 1822
- Der Maltheser. Eine Erzählung aus der letzten Hälfte des siebzehnten Jahrhunderts, Arnoldische Buchhandlung : Dresde 1822
- Arwed Gyllenstierna. Eine Erzählung aus dem Anfange des achtzehnten Jahrhunderts, Arnoldische Buchhandlung : Dresde 1823
- Die Patrizier. Eine Erzählung aus dem letzten Drittel des sechszehnten Jahrhunderts, nach alten Urkunden, Arnold : Dresde 1823
- Der böhmische Mägdekrieg. Ein Nachtstück aus dem zweiten Viertel des achtzehnten Jahrhunderts,  Arnold : Dresde 1824
- Christine und ihr Hof. Eine Erzählung aus der letzten Hälfte des siebenzehnten Jahrhunderts, Arnold : Dresde 1824 (zuvor in der Abend-Zeitung, 1823, Nr. 263-299 veröffentlicht)
- Die Gesandtschaftsreise nach China. Eine Erzählung aus der letzten Hälfte des achtzehnten Jahrhunderts, Arnold : Dresde 1825
- Das Horoskop. Eine Erzählung aus der Zeit der innern Kriege Frankreichs. Nach einer wahren Begebenheit aus der Gottfriedschen Chronik, Arnold : Dresde 1825